# Чорнопілля
Чорнопі́лля (до 1948 року — Карачоль, крим. Qaraçöl, рос. Чернополье) — село в Україні, в Білогірському районі Автономної Республіки Крим. Центр Чорнопільської сільської ради.

## Назва
Колишня назва села Карачоль (рос. Карачёль) утворена від тюркських слів «кара» (чорний) і «чоль» (земля, степ, необроблене поле). У 1948 році село було перейменоване, з урахуванням перекладу попередньої назви села, в Чорнопілля.

## Історія
Перша згадка про поселення Карачоль відноситься до 1856 року. У першій половині XIX ст. місцевість, де розташоване село, належала відставному російському офіцеру Максиму Грекову, як подарована за службу; його маєток був розміщений в поселенні Дозорне.
У той час село відносилось до Феодосійського повіту Таврійської губернії. За переписом 1864 року в ньому нараховувалось 10 дворів і мешкало 24 особи (10 чоловіків та 14 жінок) — вільних селян. У 1864 році нащадки Максима Грекова продали Карачоль (1421 десятин пашні) 15 селянам. За декілька років тут оселилися також греки, які переселились до Криму в 1830 році зі східної Фракії після російсько-турецької війни. За іншими джерелами Карачоль одразу була продана грекам.
Село почало зростати, до 1915 року тут вже нараховувалось 104 двори і проживало 537 осіб (237 чоловіків і 264 жінки).
До Другої світової війни населення села було переважно грецьким. Але, невдовзі після звільнення Криму, 1944 року всіх греків депортували на Урал, без права повернення на батьківщину. В 1960-х роках вони почали повертатися до села.

## Населення

### Мова
Розподіл населення за рідною мовою за даними перепису 2001 року:
| Мова              | Кількість | Відсоток |
| ----------------- | --------- | -------- |
| російська         | 741       | 56.96%   |
| кримськотатарська | 383       | 29.44%   |
| українська        | 140       | 10.76%   |
| грецька           | 31        | 2.38%    |
| білоруська        | 1         | 0.08%    |
| інші/не вказали   | 5         | 0.38%    |
| Усього            | 1301      | 100%     |

## Церква Святих Костянтина і Олени
Греки-переселенці шанували святих Константина і Олену, які були заступниками їх старого села у Фракії. У 1986 році грецькою общиною була побудована невелика каплиця. До 1913 року була побудована та почала діяти церква, освячена на честь святих рівноапостольних царів Костантина і Олени. З приходом радянської влади у 1932 році церкву закрили, а її приміщення передали сільській раді для клубу.
У 1992 році будівля церкви була повернена грецькій православній общині. Впродовж декількох років її реставрували коштом спонсорів і грецького національного банку. У 1999 році церква знову почала діяти.
Поруч із церквою розташоване джерело святого Костянтина, яке вважається цілющим.

## Освіта і культура
В селі діють такі навчальні заклади:
- Дошкільний навчальний заклад «Сонечко» (вул. Шкільна, 3)
- Чорнопільська загальноосвітня школа I–III ступенів (вул. Шкільна, 1)

### Грецький культурно-освітній центр
Грецький культурно-етнографічний центр «Карачоле» був відкритий 2004 року і працював на громадських засадах. В його фондах нараховується близько 500 експонатів. В травні 2011 року припинив роботу. Адреса: вул. Шоссейна, 46а